# Jabłonowo Pomorskie
Jabłonowo Pomorskie est une ville de Pologne, située dans le nord du pays, dans la voïvodie de Couïavie-Poméranie. Elle est le siège de la gmina de Jabłonowo Pomorskie, dans le powiat de Brodnica.